# Frankland-Duppa-Reaktion
Die Frankland-Duppa-Reaktion ist eine Namensreaktion der organischen Chemie. Die Reaktion wurde nach dem englischen Chemiker Edward Frankland (1825–1899) benannt und dient der Herstellung von 2-Hydroxycarbonsäurealkylestern. Die Frankland-Duppa-Reaktion ist nicht zu verwechseln mit der Frankland-Reaktion. Es handelt sich hierbei um zwei verschiedene Reaktionen.

## Übersichtsreaktion
Bei der Frankland-Duppa-Reaktion eines Oxalsäuredialkylesters 1 mit Halogenalkanen (z. B. Iodalkanen) in Gegenwart von Zink (oder Zinkamalgam) und Salzsäure entsteht ein 2-Hydroxycarbonsäurealkylester 2.